# Alash (ensemble)
Pour les articles homonymes, voir Alash.

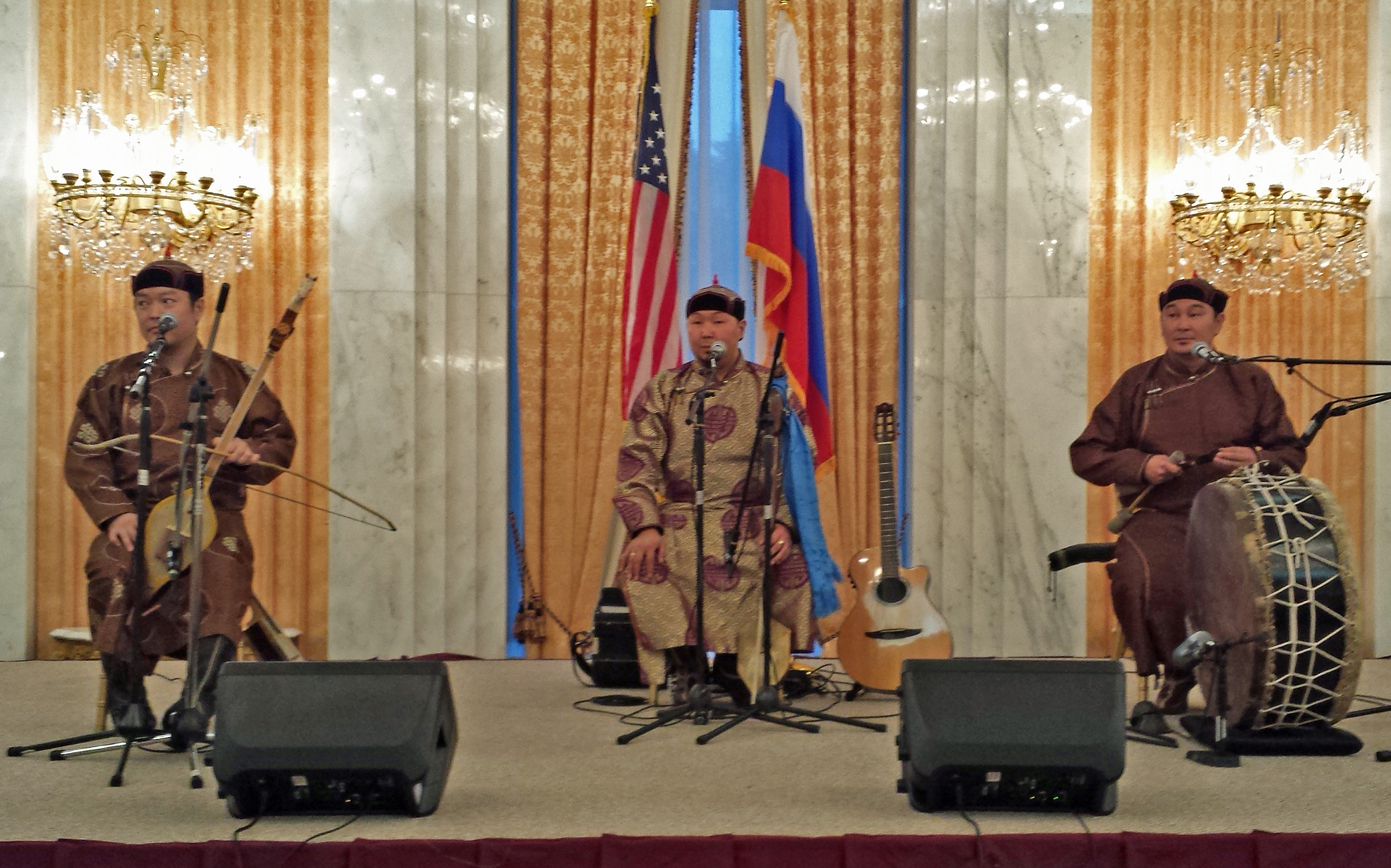
2018 04 25 Alash at Russian Embassy Washington DC

L'ensemble Alash (touvain : Ансамбль Алаш) est un groupe de musique touvaine traditionnelle.

## Historique
Son nom est emprunté à la rivière Alash.
Ils ont déjà joué, enfants, de la musique avec Kongar-ool Ondar et pratiquaient déjà le Khöömei. Après le décès de Kongar-ool Ondar, ils lui dédièrent un morceau intitulé Ачамга (« père »).

## Membres du groupe
Il est actuellement composé de trois membres :
- Bady-Dorzhu Ondar : morin khuur, igil, khöömei (technique khöômei et kargyraa[3]).
- Ayan-ool Sam : morin khuur, khöömei.
- Ayan Shirizhik : Flûte, khöömei.

## Discographie
- Alash Live at the Enchanted Garden mars 2006
- Alash, avril 2007
- Jingle All the Way, septembre 2008, artistes invités de Flecktones
- Buura, mai 2011
- Achai, printemps 2015